# Algonkisch-Wakash talen
De Algonkisch-Wakash talen (Engels: Algonquian-Wakashan languages), ook bekend als Almosaans of Algonkisch-Mosaans, is een hypothetische superfamilie die verschillende indiaanse taalfamilies omvat. De hypothese werd ontwikkeld door de Amerikaanse taalkundige Edward Sapir (1929). In zijn voorstel bestaat de familie uit de volgende talen en taalfamilies:
I. Algische talen (Algonkisch-Wiyot-Yurok talen)
A. Algonkische talen
B. Beothuk
C. Wiyot–Yurok
II. Kootenai (ook bekend als Kutenai; een geïsoleerde taal)
III. Mosaans (Engels: Mosan languages)
A. Wakashtalen
B. Chimakuumtalen
C. Salishtalen
Kootenai is mogelijk in de verte verwant aan de Salishtalen, maar dit is niet aangetoond. De Mosaanse taalfamilie is zelf hypothetisch en wordt tegenwoordig meer gezien als een sprachbund in plaats van een taalfamilie. 
Joseph Greenberg accepteerde Sapirs indeling en voegde de familie in zijn Amerindische hypothese onder de naam Almosaanse talen bij een nog grotere superfamilie, de Almosaans-Keresiouxtalen (Engels: Almosan-Keresiouan languages). Deze familie bestond naast de Algonkisch-Wakashtalen van Sapir uit de Caddotalen, de Irokese talen, de Kerestalen en de Sioux-Catawbatalen. Zowel Sapirs als Greenbergs voorstel heeft onder taalkundigen die zich met indiaanse talen bezighouden weinig aanhang.